# Оуэнс, Лора
Лора Оуэнс (родилась в 1970 году) — американская художница, галеристка и педагог. Появилась в конце 1990-х годов на арт-сцене Лос-Анджелеса. Известна своими масштабными картинами, которые сочетают в себе различные художественные исторические отсылки и живописные техники. Живёт и работает в Лос-Анджелесе, штат Калифорния.
В 2013 году она превратила свою студию в выставочное пространство под названием 356 Mission в сотрудничестве с арт-дилером Гэвином Брауном и Венди Яо. Вскоре после этого она открыла художественный книжный магазин Ooga Booga #2 в передней части здания. Художественное пространство 356 Mission закрылось в 2019 году в связи с окончанием срока аренды.
В 2003 году Оуэнс провела свою первую обзорную выставку в Музее современного искусства в Лос-Анджелесе. Работы Оуэнс были представлены на персональных выставках в Сецессион, Вена (2015); Боннский художественный музей (2011); Музей Боннефантен (2007); Цюрихский Кунстхалле (2006); Центр искусств Камден, Лондон (2006); Художественный музей Милуоки (2003); Художественный музей Аспена, Колорадо (2003); и Музей Изабеллы Стюарт Гарднер (2001).Оуэнс проводила опрос в середине карьеры в Музее американского искусства Уитни с ноября 2017 по февраль 2018 года.

## Ранняя жизнь и образование
Оуэнс родилась в 1970 году в Эвклиде, штат Огайо, и выросла в соседнем Норуолке, штат Огайо. В 1992 году она получила степень бакалавра по живописи в Школе дизайна Род-Айленда. После окончания школы она переехала в Лос-Анджелес, чтобы поступить в аспирантуру. В 1994 году поступила в Школу живописи и скульптуры Скоухегана и в том же году получила степень магистра искусств в Калифорнийском институте искусств.

## Работа
В 2015 году Оуэнс нарисовала картины на основе газетных стереотипных табличек времен Второй мировой войны, которые она обнаружила под черепичным сайдингом своего дома в Лос-Анджелесе. Как и большая часть её недавних работ, картины сочетали традиционную масляную краску с изображениями, напечатанными на трафаретной основе, обработанными цифровым способом в Adobe Photoshop.
Помимо живописи, Оуэнс также создает книги для художников. С 2016 года она преподает в колледже дизайна ArtCenter.
Работы Оуэнс можно найти во многих публичных коллекциях произведений искусства, в том числе в Чикагском художественном институте, Чикаго; музей современного искусства, Нью-Йорк; музей современного искусства, Лос-Анджелес; Художественный музей округа Лос-Анджелес, Лос-Анджелес;музей Гуггенхайма в Нью-Йорке, Нью-Йорк; Музей американского искусства Уитни, Нью-Йорк; музей современного искусства, Чикаго; и Художественный музей Милуоки, Милуоки.

## Разногласия
В январе 2013 года Оуэнс выставила 12 новых картин в здании по адресу 356 Mission Road, через реку от центра Лос-Анджелеса. Оуэнс продолжала управлять пространством 356 Mission в качестве выставочного зала в сотрудничестве с Гэвином Брауном и Венди Яо. В мае 2018 года 356 Mission закрыли после того, как его 5-летняя аренда подошла к концу. Книжный магазин Ooga Booga остается открытым на своем первоначальном месте в Чайнатауне, Лос-Анджелес.
Лору Оуэнс и Гэвина Брауна обвинили в том, что они участвовали в облагораживании, преимущественно, рабочего латиноамериканского района с их некоммерческой галереей 356 Mission в районе Бойл-Хайтс, в восточной части Лос-Анджелеса. Активисты различных групп, выступающих против джентрификации, высказывались против их галерей и выставок как в Лос-Анджелесе, так и в Нью-Йорке. Оуэнс утверждает, что протестующие издевались над ней и угрожали, в том числе, смертью В ноябре 2017 года она написала публичное заявление по поводу этих проблем, после того, как её открытие обзорной художественной выставки в Музее американского искусства Уитни вызвало протест.. 356 Mission арт-пространство закрыто в 2018 году в связи с окончанием срока аренды.

## Награды и почести
Оуэнс была удостоена инаугурационной премии имени Балуазы на выставке Art Basel в 1999 году, получила премию Уилларда Л. Меткалфа в области искусства от Американской академии искусств и литературы в 2001 году, и была стипендиатом Гуна С. Мундхайм по изобразительному искусству в Американской академии Берлина весной 2007 года. В 2015 году она была удостоена премии Роберта Де Ниро-старшего за свою практику рисования.